# Ormeniș (Brașov)
Ormeniș [ormeˈniʃ] (deutsch Irmesch, siebenbürgisch-sächsisch Ürmesch, ungarisch Ürmös) ist eine Gemeinde im Kreis Brașov in der Region Siebenbürgen in Rumänien.

## Geographische Lage

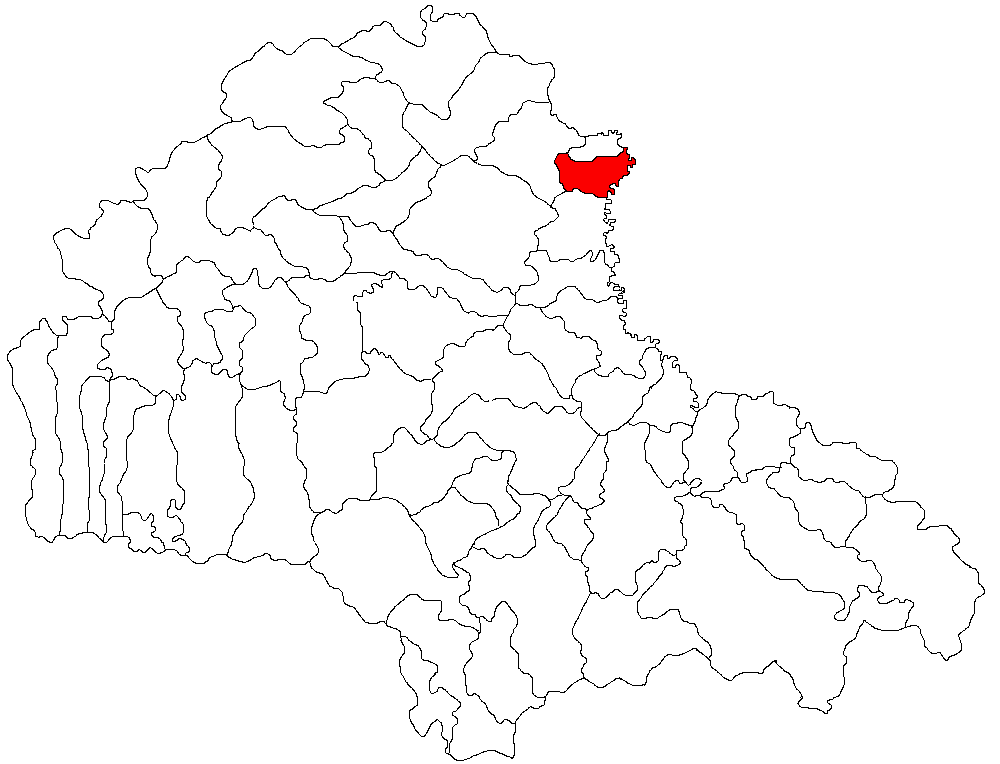
Lage von Ormeniș im Kreis Brașov

Ormeniș liegt südöstlich des Siebenbürgischen Beckens am linken Ufer des Olt (Alt), westlich der Baraolter Berge (Munții Baraolt) im Nordosten des Kreises Brașov. An der Bahnstrecke Teiuș–Brașov und an der Kreisstraße (drum județean) DJ 131B, etwa 12 Kilometer nördlich von der Europastraße 60 bei Măieruș (Nußbach), liegt Ormeniș ca. 45 Kilometer nördlich von der Kreishauptstadt Brașov (Kronstadt) entfernt.
Die Kleinstadt Baraolt im Kreis Covasna befindet sich etwa zehn Kilometer nordöstlich.

## Geschichte
Ormeniș wurde erstmals (nach unterschiedlichen Angaben) 1694 oder 1721 urkundlich erwähnt. Eine Besiedlung der Region deutet nach archäologischen Funden auf dem Berg Țepea Ormenișului (ung. Urmöstepej) in die Frühgeschichte. Auf der Ostseite des Berges befindet sich nach Angaben von M. Roska ein noch nicht erforschtes Hügelgrab. Im Königreich Ungarn befand sich Augustin im Stuhlbezirk Kőhalom (heute Rupea) im Groß-Kokelburger Komitat.
Zu Ormeniș gehörte der Ort Augustin, dieser wurde 2005 ausgegliedert.

## Bevölkerung
Bei der Volkszählung 1850 wurden in Ormeniș 927 Einwohner gezählt. 593 davon waren Magyaren, 276 waren Rumänen und 58 waren Roma. Seit der offiziellen Erhebung von 1850 wurde auf dem Gebiet des Ortes 1977 mit 2041 die höchste Einwohnerzahl registriert. Die höchste Zahl der Magyaren (1208) und der Rumänen (728) wurde 1966, die der Roma (829) 2011 ermittelt. Bei fast jeder Erhebung wurden auch Rumäniendeutsche registriert, die höchste Einwohnerzahl (5) wurde 1992 ermittelt. Des Weiteren bekannte sich 2002 einer als Ukrainer. 2011 lebten in Ormeniș 1976 Einwohner - 829 waren Roma, 757 Magyaren, 349 Rumänen und 3 Deutsche; die restlichen machten keine Angaben zu ihrer Volkszugehörigkeit.
Die Hauptbeschäftigung der Bevölkerung ist die Landwirtschaft einschließlich der Viehzucht.

## Sehenswürdigkeiten
Die unitarische Kirche etwa 1787 errichtet und die rumänisch-orthodoxe Kirche Sf. Nicolae etwa 1896 errichtet.